# Vrátenská hora
Der Vrátenská hora (deutsch Wratener Berg) ist ein Berg vulkanischen Ursprungs im Okres Mělník (Kreis Melnik) in der Mittelböhmischen Region. Er liegt im östlichen Teil des Landschaftsschutzgebietes Daubaer Schweiz etwa fünf Kilometer von der Stadt Mšeno (Wemschen) entfernt, oberhalb des Dorfes Libovice (Libowis).

## Aussicht
Ein hölzerner Aussichtsturm, der über die blaue Wandermarkierung Nosálov – Houska erreicht wird, wurde bereits 1893 von Feuerwehrleuten aus Wemschen errichtet. 1999 wurde zusammen mit Mobilfunksendeanlagen ein neuer Aussichtsturm eröffnet.
Der Aussichtsturm bietet eine Rundumsicht auf den Velký Bezděz (Bösig) mit der Burg Bezděz (Burg Bösig), den Malý Bezděz (Neuberg), das Ralsko Hügelland (Rollberg-Hügelland) die Burg Houska, das Naturschutzgebiet Daubaer Schweiz, das Böhmische Mittelgebirge und Prag.

## Geomorphologie
Der Hügel gehört zur geomorphologischen Einheit der Ralská pahorkatina (Rollberg-Hügelland), die geomorphologische Untereinheit der Dokeská pahorkatina (Hirschberger Hügelland) und der Housecká vrchovina.